# Mangocho
Mangocho es el sobrenombre del protagonista del libro homónimo del escritor uruguayo-argentino Constancio Cecilio Vigil  que posee carácter autobiográfico ya que está basado en la vida infantil del autor, el cual era apodado en ese entonces "Mangocho".
Esta obra, cuya primera edición de 30.000 ejemplares data de 1927 y considerada como un clásico de la literatura argentina, pese a que tiene una línea narrativa y la organicidad de una novela, fue utilizada en su momento como libro de lectura autorizado como tal, para el 4° en las escuelas primarias.
Vigil da a conocer a través de Mangocho, su temprana afinidad por el periodismo, surgida a los 11 años de edad cuando él junto a  sus hermanos y  a una maestra suya de nombre Sara, comienzan a redactar un periódico manuscrito de cuatro páginas con tres columnas cada una.
Hacia 1940 la obra Mangocho ya había alcanzado su 6a edición.

## Resumen
En la primera lectura el autor explica que "Mangocho" es un apodo y no el nombre verdadero del protagonista:
"Yo soy Mangocho, así me llamaba mi madre besándome con los labios, con las mejillas y con los ojos húmedos de ternura porque las madres besan cuanto tocan ... después tuve otro nombre, pero este carece de importancia, mi verdadero nombre es aquél con que ella me llamaba."
El libro refleja algo más que una mera sucesión de escenas y escritos sobre la visión infantil de Mangocho; en él se imparten el sentido de la experiencia interior del protagonista durante su crecimiento y forma de enfrentar la vida a medida que se va convirtiendo en un adolescente. Consta de 52 lecturas en las que el autor narra la pérdida de sus padres a temprana edad, su miedo por la oscuridad, los cuentos que le fueron narrados por Francisca, una de las empleadas domésticas de la casa familiar; la primera edición de un periódico propio a los 11 años de edad, la fascinación por el estudio de los insectos y las aves, los pasatiempos y juegos que recurría cuando niño, como las carreras de carritos tirados por caracoles, las cometas, el circo ambulante, los teatros de títeres, así como también las costumbres de la época, y los personajes de los que el protagonista se ve rodeado como sus maestros, los changarines, las personas de oficio a las que frecuenta y demás.
En la lectura "El pan criollo" se pone de manifiesto la creencia popular de que al pan criollo se lo amasaba con los pies, motivo por el cual en la casa familiar de Mangocho se le prohibía comerlo.
Por otra parte, en lecturas como "Tipos inolvidables"  y "El negro Lorenzo"  se hace referencia a que en esa época aún existía en Montevideo (Uruguay) gente afroamericana que había sido llevada allí como esclavos.
En "Rata callejera" se describe el antiguo oficio de sereno.

## Ilustraciones
La primera edición de Mangocho de 1927 fue ilustrada por un grupo de dibujantes, entre ellos Gustavo Goldschmidt Pedro Domínguez Neira Asha, Ugarte y Huergo.  Para las siguientes ediciones, al igual que la gran mayoría de libros escritos por Vigil, Mangocho fue ilustrado por el dibujante español Federico Ribas Montenegro, quien había conocido a Vigil durante una estadía en Argentina en 1908, país al que luego regresaría a trabajar como director artístico en la Editorial Atlántida, ilustrando varios libros de la autoría de Vigil en la década de los 40s